# Ekaterina Koneva
Ekaterina Koneva (née le 25 septembre 1988 à Khabarovsk) est une athlète russe, spécialiste du triple saut.

## Biographie
En 2007, elle fait l'objet d'un contrôle antidopage positif à la testosterone. Elle est suspendue deux ans par l'IAAF.
Sprinteuse à ses débuts, elle choisit de se spécialiser dans l'épreuve du triple saut à compter de la saison 2010. Elle remporte cette même année les championnats de Russie espoirs. En 2011, elle s'adjuge la médaille d'or des Universiades d'été de Shenzhen en Chine, devant la Portugaise Patrícia Mamona et la Roumaine Cristina Bujin, avec un saut à 14,25 m.
En mai 2013, à Sotchi, Ekaterina Koneva s'impose lors des championnats de Russie par équipes en améliorant de 20 cm son record personnel avec 14,80 m (+1,9 m/s). Lors des championnats d'Europe par équipes, à Gateshead, elle se classe deuxième du concours avec 14,10 m, derrière l'Ukrainienne Olha Saladuha. En juillet, à Kazan,  elle remporte pour la deuxième fois consécutive les Universiades d'été en portant son record personnel à 14,82 m. Sélectionnée pour les Championnats du monde de Moscou, la Russe se classe deuxième de la finale avec la marque de 14,81 m, devancée seulement par la Colombienne Caterine Ibargüen, médaillée d'or avec 14,85 m.
En mars 2014, Ekaterina Koneva remporte la médaille d'or du triple saut lors des championnats du monde en salle de Sopot en Pologne. Elle atteint la marque de 14,46 m à son deuxième essai, et devance sur le podium l'Ukrainienne Olha Saladukha et la Jamaïcaine Kimberly Williams. Elle s'impose lors des championnats d'Europe par équipes (14,55 m) à Brunswick, et porte son record personnel à 14,89 m le 18 juillet lors du Meeting Herculis de Monaco. Elle se classe deuxième des championnats d'Europe, à Zurich, derrière Olha Saladukha, avec un triple-saut à 14,69 m. Elle termine deuxième du classement général de la Ligue de diamant 2014.
En début de saison 2015, à Prague, elle devient championne d'Europe en salle du triple saut en établissant un nouveau record personnel en finale avec 14,69 m. Le 30 mai, lors du meeting Prefontaine Classic d'Eugene, elle dépasse pour la première fois de sa carrière les 15 mètres avec 15,04 m (+1,7 m/s). Malade lors des Championnats du monde à Pékin (grippe), elle ne termine que septième de la finale avec 14,37 m.
Elle reprend la compétition en février 2018 avec 14,11 m.

## Vie privée
Mariée au sauteur en longueur Sergey Polyanskiy, le couple devient parents le 17 avril 2017 d'une petite fille, Sofia. Koneva ne fera donc pas de saison estivale.

## Palmarès
| Date | Compétition                       | Lieu             | Résultat | Temps   |
| ---- | --------------------------------- | ---------------- | -------- | ------- |
| 2011 | Universiade                       | Shenzhen         | 1re      | 14,25 m |
| 2013 | Championnats d'Europe par équipes | Gateshead        | 2e       | 14,10 m |
| 2013 | Universiade                       | Kazan            | 1re      | 14,82 m |
| 2013 | Championnats du monde             | Moscou           | 2e       | 14,81 m |
| 2014 | Championnats du monde en salle    | Sopot            | 1re      | 14,46 m |
| 2014 | Championnats d'Europe par équipes | Brunswick        | 1re      | 14,55 m |
| 2014 | Championnats d'Europe             | Zurich           | 2e       | 14,69 m |
| 2014 | Coupe continentale                | Marrakech        | 2e       | 14,27 m |
| 2014 | Ligue de diamant                  | Ligue de diamant | 2e       | détails |
| 2015 | Championnats d'Europe en salle    | Prague           | 1re      | 14,69 m |
| 2015 | Championnats d'Europe par équipes | Tcheboksary      | 1re      | 14,98 m |
| 2015 | Universiade                       | Gwangju          | 1re      | 14,60 m |
| 2015 | Championnats du monde             | Pékin            | 7e       | 14,37 m |
| 2015 | Ligue de diamant                  | Ligue de diamant | 3e       | détails |
| 2015 | Jeux mondiaux militaires          | Mungyeong        | 1re      | 6,39 m  |
| 2015 | Jeux mondiaux militaires          | Mungyeong        | 1re      | 14,28 m |

## Records
| Épreuve     | Épreuve   | Marque  | Lieu   | Date            |
| ----------- | --------- | ------- | ------ | --------------- |
| Triple saut | Plein air | 15,04 m | Eugene | 30 mai 2015     |
| Triple saut | En salle  | 14,81 m | Moscou | 25 janvier 2019 |